# Fuerza Aérea del Líbano
La Fuerza Aérea Libanesa (en árabe: القوات الجوية اللبنانية) es la Fuerza aérea de las Fuerzas Armadas del Líbano. El sello de la fuerza aérea libanesa es un círculo con dos alas y un cedro libanés, rodeado de dos hojas de laurel sobre un fondo de color azul.

## Historia
La Fuerza Aérea Libanesa se estableció en 1949 bajo el mando del entonces teniente coronel Emile Boustany, quien más tarde se convirtió en comandante del ejército libanés. Poco después de su creación, los gobiernos británico, francés e italiano donaron varios aviones a la Fuerza Aérea del Líbano. El Reino Unido donó cuatro aeronaves Percival P.40 Prentice y dos aviones Percival Proctor de la Segunda Guerra Mundial, mientras que Italia donó cuatro bombarderos Savoia Marchetti SM.79, que se utilizaron principalmente para el transporte. En 1953 se introdujeron los aviones de combate a reacción cuando se recibieron 16 aviones De Havilland DH.100 Vampire. Los primeros aviones Hawker Hunter, llegaron en 1959 y fueron seguidos por cazas adicionales en 1977. En 1968 se entregaron 12 Dassault Mirage III desde Francia, pero a finales de los años 70 del siglo XX las aeronaves se quedaron en tierra por falta de fondos. En 2000, los Mirage que estaban en tierra fueron vendidos a Pakistán.
En 2018, el Gobierno federal de los Estados Unidos entregó seis aeronaves Embraer EMB 314 Super Tucano a la Fuerza Aérea Libanesa. En ausencia de aviones de combate avanzados, la fuerza aérea libanesa depende actualmente de una fuerza de helicópteros, un escuadrón de Embraer EMB 314 Super Tucano y tres Cessna AC 208 Caravan para las funciones de reconocimiento y ataque terrestre. En octubre de 2018, MD Helicopters confirmó la recepción de un pedido de entrega de seis helicópteros MD Helicopters MD 500 para la Fuerza Aérea libanesa, con una entrega estimada programada para el cuarto trimestre de 2020.

### Historial de combate

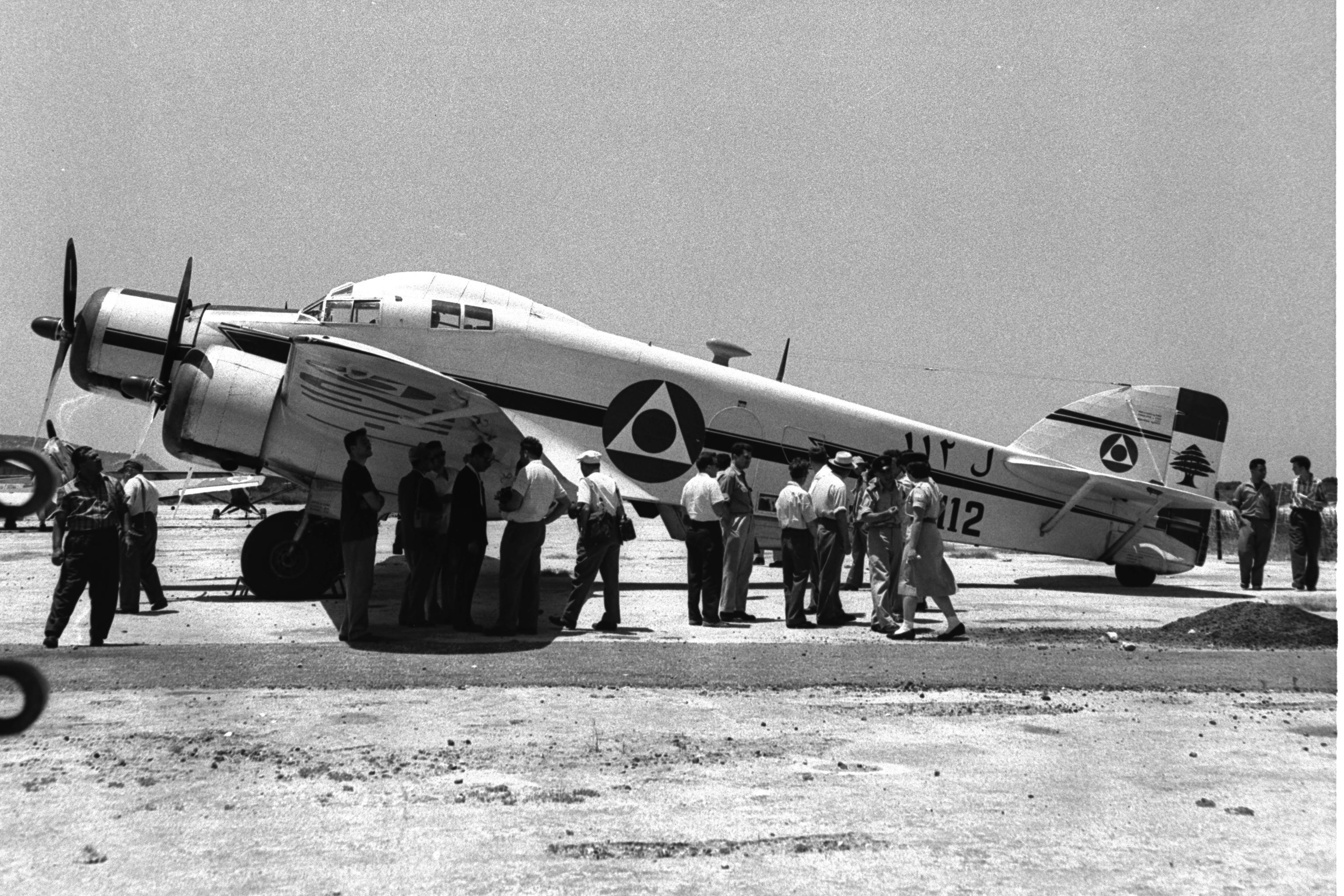
Bombardero italiano Savoia Marchetti SM.79.

Durante conflicto del Líbano en 2007 y las operaciones en el campamento de refugiados palestinos de Nahr el-Bared, en el norte del Líbano, en ausencia de aviones de ataque de ala fija en condiciones de volar, el Ejército Libanés modificó varios helicópteros militares Bell UH-1 Iroquois Huey, para permitir el transporte de bombas Mk 82 y Mk 83 (bombas no guiadas) así como cohetes Matra SNEB y contenedores de cohetes no guiados (tomados de los Hawker Hunter almacenados), se colocaron montajes diseñados por el Ejército libanés, en los costados y la parte inferior de cada helicóptero Huey, para transportar las bombas. La fuerza aérea, en colaboración con el regimiento de ingenieros, desarrolló y utilizó dos variantes de bomba no guiada, de 250kg y 400kg respectivamente. Por lo general, los helicópteros no pueden bombardear con este método, en comparación con los aviones de ataque terrestre, por lo que este se convirtió en uno de los raros momentos en la historia en que se utilizaron helicópteros de esa manera. El Ejército libanés también hizo un amplio uso de los helicópteros Aérospatiale SA341 Gazelle, armados con misiles antitanque guiados Euromissile HOT y ametralladoras.

## Aeronaves
| Aeronave                     | Fotografía         | Origen             | Tipo                                | En servicio        | Notas                                                                           |
| Aviones de combate           | Aviones de combate | Aviones de combate | Aviones de combate                  | Aviones de combate | Aviones de combate                                                              |
| ---------------------------- | ------------------ | ------------------ | ----------------------------------- | ------------------ | ------------------------------------------------------------------------------- |
| Cessna 208 Caravan           |                    | Estados Unidos     | Apoyo aéreo cercano                 | 3                  | Modificado para transportar misiles AGM-114 para CAS                            |
| Embraer EMB 314 Super Tucano |                    | Brasil             | Avión contrainsurgencia             | 5                  | 1 se estrelló el 18 de mayo de 2023                                             |
| Helicópteros militares       |                    |                    |                                     |                    |                                                                                 |
| Bell UH-1 Iroquois           |                    | Estados Unidos     | Helicóptero utilitario              | 38                 | 5 Bell UH-1N Iroquois                                                           |
| Aérospatiale SA 330 Puma     |                    | Francia            | Helicóptero utilitario / transporte | 11                 | Fuerza Aérea de los Emiratos Árabes Unidos                                      |
| Robinson R44                 |                    | Estados Unidos     | Helicóptero polivalente             | 6                  |                                                                                 |
| MD Helicopters MD 500        |                    | Estados Unidos     | Helicóptero utilitario              | 5                  |                                                                                 |
| Aérospatiale SA341 Gazelle   |                    | Francia            | Helicóptero polivalente             | 8                  |                                                                                 |
| Leonardo AW139               |                    | Italia             | Helicóptero polivalente             | 1                  |                                                                                 |
| Avión de entrenamiento       |                    |                    |                                     |                    |                                                                                 |
| Scottish Aviation Bulldog    |                    | Reino Unido        | Entrenador básico                   | 3                  | En servicio desde 1975                                                          |
| VANT                         |                    |                    |                                     |                    |                                                                                 |
| AeroVironment RQ-11 Raven    |                    | Estados Unidos     | VANT de reconocimiento              | 12                 | Donado por los Estados Unidos.                                                  |
| Boeing Insitu ScanEagle      |                    | Estados Unidos     | VANT de reconocimiento.             | 6                  | Sensores: - Infrarrojo de onda media (MWIR). - Cámara para vigilancia marítima. |

## Municiones
| Munición          | Fotografía | Cantidad    | Plataforma                                          |
| ----------------- | ---------- | ----------- | --------------------------------------------------- |
| AGM-114 Hellfire  |            | 1000        | Cessna 208 Caravan                                  |
| Hydra 70          |            | aprox. 2000 | Cessna 208 CaravanMcDonnell Douglas MD 500 Defender |
| GBU-12 Paveway II |            | Desconocido | Embraer EMB 314 Super Tucano                        |
| GBU-58 Paveway II |            | Desconocido | Embraer EMB 314 Super Tucano                        |

## Simuladores
- Simulador de vuelo del helicóptero Bell UH-1 Iroquois.[16]

## Antiguos aviones
La Fuerza Aérea Libanesa ha operado una variedad de aeronaves a lo largo de los años, desde aviones de entrenamiento, hasta aviones de combate y helicópteros. Algunas de las aeronaves notables que anteriormente operaba la Fuerza Aérea Libanesa incluyen: 
- Dassault Mirage III
- Dassault Falcon 20
- de Havilland Canada DHC-1 Chipmunk
- de Havilland DH.104 Dove
- de Havilland DH.100 Vampire
- Fouga Magister
- Hawker Hunter
- Macchi MB.308
- Percival P.40 Prentice
- Percival Proctor
- Savoia-Marchetti SM.79
- Sud-Aviation SA316 Alouette III
- North American T-6 Texan